# 삼색기

세로로 된 삼색기인 프랑스의 국기

삼색기(三色旗)는 3개의 색으로 3등분이 된 기를 말한다. 세로로 된 삼색기는 프랑스의 국기가 최초이다. 2가지 색으로 이루어졌어도 3개 영역으로 분할되어 있으면 일반적으로 삼색기라 한다.

## 삼색기에 해당하는 국기
문장이 포함된 삼색기는 굵은 글씨다.

### 세로 삼색기

사진
과테말라의 국기
기니의 국기
나이지리아의 국기
루마니아의 국기
말리의 국기
멕시코의 국기
몰도바의 국기
몽골의 국기
바베이도스의 국기
벨기에의 국기
세네갈의 국기
세인트빈센트 그레나딘의 국기
아일랜드의 국기
아프가니스탄의 국기
안도라의 국기
이탈리아의 국기
차드의 국기
카메룬의 국기
캐나다의 국기
코트디부아르의 국기
프랑스의 국기

### 가로 삼색기

사진
가나의 국기
가봉의 국기
나우루의 국기
네덜란드의 국기
니제르의 국기
니카라과의 국기
독일의 국기
라오스의 국기
라트비아의 국기
러시아의 국기
레바논의 국기
레소토의 국기
룩셈부르크의 국기
르완다의 국기
리비아의 국기
리투아니아의 국기
말라위의 국기
모리타니의 국기
미얀마의 국기
베네수엘라의 국기
볼리비아의 국기
불가리아의 국기
세르비아의 국기
소말릴란드의 국기
스페인의 국기
슬로바키아의 국기
슬로베니아의 국기
시리아의 국기
시에라리온의 국기
아르메니아의 국기
아르헨티나의 국기
아제르바이잔의 국기
에스토니아의 국기
에콰도르의 국기
에티오피아의 국기
엘살바도르의 국기
예멘의 국기
오스트리아의 국기
온두라스의 국기
우즈베키스탄의 국기
이라크의 국기
이란의 국기
이집트의 국기
인도의 국기
캄보디아의 국기
콜롬비아의 국기
크로아티아의 국기
타지키스탄의 국기
파라과이의 국기
헝가리의 국기

### 대각선 삼색기

사진
콩고 공화국의 국기

## 같이 보기
- 이색기
- 오색기
- T자형 삼색기
- 스칸디나비아 십자